# Ivan Vrba
Ivan Vrba (né le 15 juin 1977 à Zlín, en République tchèque) est un coureur cycliste tchèque. Il se spécialise dans la piste. Il a notamment été médaillé de bronze aux championnats du monde du keirin en 2004.

## Palmarès

### Championnats du monde
- Melbourne 2004
  -  Médaillé de bronze du keirin

### Coupe du monde
- 2000
  - 1er du keirin à Cali

- 2002
  - 1er du scratch à Kunming
  - 3e du scratch à Moscou

- 2003
  - 3e du keirin à Moscou

- 2004-2005
  - 3e du keirin à Moscou

### Championnats d'Europe
- 2002
  -  Médaillé de bronze de la vitesse par équipes

- 2003
  -  Médaillé d'argent de l'omnium sprint

- 2005
  -  Médaillé de bronze de la vitesse par équipes

### Championnats de République tchèque
- Champion de République tchèque de vitesse : 2005